# Astrochlamys sol
Astrochlamys sol är en ormstjärneart som beskrevs av Ole Theodor Jensen Mortensen 1936. Astrochlamys sol ingår i släktet Astrochlamys och familjen medusahuvuden. Inga underarter finns listade i Catalogue of Life.